# Muckle Roe
Muckle Rosega és una illa localitzada en l'arxipèlag de les Shetland, a Escòcia. L'illa ocupa una superfície de 1773 hectàrees. El punt més alt de l'illa és el volcà South Ward, que s'alça a 173 msnm.
Muckle Roe està connectada amb l'illa de Mainland per mitjà d'un pont sobre el canal de Roe, i alberga una població d'unes de 130 persones que principalment viuen al sud-est de l'illa.
L'illa és anomenada a la Orkneyinga saga.